# 大島はるな
大島 はるな（おおしま はるな、1992年4月5日 - ）は、日本の女性歌手。オートモード所属。東京都出身。血液型はO型。愛称は「はるるん」「姐御」。

## 人物
アダルトゲームの主題歌を中心に、バラエティ番組、ドラマ、アニメ作品などのテーマソングを歌っている。
「私の歌でみんなの心を動かしたい」をキャッチフレーズに、ライブ出演を行っている。
中学時代はバスケ部に所属するなど、体育会系のノリがあり、ファンからは「秋葉原の姐御」と呼ばれ、現在の愛称に続いている。ファンのことを「大島組」と呼び、姐御を慕う組員を従える。
好物は和菓子、お酒。趣味はバスケットボール、ダーツ、DJ、サバイバルゲーム。

## 来歴
2010年3月6日、ライブ活動を開始。
2010年11月、サエキけんぞうプロデュースにより、初のオリジナル曲「emerge」を発売。
2012年10月、所属事務所を移り、アメイジングエンターテインメントに所属。斎藤悠弥プロデュースで歌手活動を強化する。
2013年3月、テレビ愛知の番組企画から誕生したユニット「&CRAZY」に参加。2014年1月の卒業まで、ユニット活動とソロ活動を並行して続けた。
2013年10月、P.C.M. Live!2013に新人PCゲームシンガーとして出演。
2016年6月22日、テイチクエンタテインメントよりシングル「ハイスペックDays」でメジャーデビュー。
2017年4月15日、初の海外公演として、フランス、トゥーロンで行われたMang'Azurに出演。
2018年11月22日、ボーカル 大島はるな、ベース ShoN、ギター wataru、ドラム SHINGOにて、バンド・#エロティック大島を結成。1stライブを開催。
2019年1月21日、立夏、星乃ちろる、コウトウマリアと、ショートカット部を結成。同年3月24日に1stライブを開催。
2020年10月15日、東方アレンジサークル「闇鍋創作愛好会」を立ち上げ。
2020年12月1日、立夏と、不定期にライブのみ活動していた「りつはる」をボーカルユニットとして本格始動。
2021年1月31日、ショートカット部を卒業。
2021年6月19日、声帯結節、声帯ポリープ除去のため2度目の手術を行い、100日間のライブ活動休止を発表。同時にライブ復帰まで100日間連続YouTube投稿を決定。
2021年9月17日、「大島はるな術後復帰ライブ〜失われた歌声を再び〜」を新代田FEVERにて主催。
2021年12月4日、「大島はるなワンマンライブ ～成長すれば変わるものもある～ 」を五反田G＋にて昼夜二部構成で主催。ワンマンライブは2018年4月以来。
2022年3月11日、同年4月3日より放送のTVアニメ『デュエル・マスターズキングMAX』のエンディングテーマを愛未莉叶とのデュオCoeur à Coeurとして担当することを発表。

## ディスコグラフィー

### シングル

#### メジャー
|   | 発売日        | タイトル                      | 規格品版 | 収録曲 |
| - | ------------- | ----------------------------- | -------- | --- |
| - | 2016年6月22日 | ハイスペックDays（パターンA） | TECI-506 | 1. ハイスペックDays （作詞：SugarLover / 作曲：若林充 / 編曲：斎藤悠弥） 2. Miracle heart! （作詞：大島はるな / 作曲：斎藤悠弥 / 編曲：斎藤悠弥）         |
| - | 2016年6月22日 | ハイスペックDays（パターンB） | TECI-507 | 1. ハイスペックDays （作詞：SugarLover / 作曲：若林充 / 編曲：斎藤悠弥） 2. 放課後アメージンッKiss （作詞：SugarLover / 作曲：斎藤悠弥 / 編曲：伊藤直樹） |

#### インディーズ
|   | 発売日                         | タイトル                                             | 規格品番                            | 収録曲 |
| - | ------------------------------ | ---------------------------------------------------- | ----------------------------------- | --- |
| - | 2010年11月27日                 | emerge 〜ONLY VIRGIN VOCAL MIX〜                     | pearl-1005                          | 1. emerge 水の中から現れる 〜ONLY VIRGIN VOCAL MIX〜 （作詞：サエキけんぞう / 作曲：木恵つよし / 編曲：木恵つよし） |
| - | 2011年2月13日                  | emerge                                               | pearl-1006                          | 1. emerge (イマージュ) 〜水の中から現れる (JUST RIGHT Version) （作詞：サエキけんぞう / 作曲：木恵つよし / 編曲：木恵つよし） 2. emerge (イマージュ) 〜水の中から現れる (Instrumental) 3. 大島はるなの告白〜夜明け編 |
| - | 2011年12月17日                 | 瞳の中の世界                                         | IRIS-0001                           | 1. 瞳の中の世界 （作詞：大島はるな / 作曲：藤本貴則 / 編曲：白戸佑輔） 2. 瞳の中の世界 (instrumental) 3. 大島はるなボイスコレクション【目覚ましボイス編】 4. 大島はるなボイスコレクション【好き好き編】 |
| - | 2013年4月17日                  | Rising Soul/運命の扉                                 | AME-0001                            | 1. Rising Soul （作詞：斎藤悠弥 / 作曲：斎藤悠弥 / 編曲：斎藤悠弥） 2. 運命の扉 （作詞：斎藤悠弥 / 作曲：斎藤悠弥 / 編曲：斎藤悠弥） 3. Rising Soul (Instrumental) 4. 運命の扉 (Instrumental) |
| - | 2013年4月17日                  | Rising Soul/運命の扉                                 | AME-0002 (限定版A)                  | 1. Rising Soul （作詞：斎藤悠弥 / 作曲：斎藤悠弥 / 編曲：斎藤悠弥） 2. 運命の扉 （作詞：斎藤悠弥 / 作曲：斎藤悠弥 / 編曲：斎藤悠弥） 3. Rising Soul (Instrumental) 4. 運命の扉 (Instrumental) |
| - | 2013年4月17日                  | Rising Soul/運命の扉                                 | AME-0003 (限定版B)                  | 1. Rising Soul （作詞：斎藤悠弥 / 作曲：斎藤悠弥 / 編曲：斎藤悠弥） 2. 運命の扉 （作詞：斎藤悠弥 / 作曲：斎藤悠弥 / 編曲：斎藤悠弥） 3. Rising Soul -VOCALOID Ver- 4. Rising Soul -VOCALOID Ver- (Instrumental) |
| - | 2013年8月9日                   | Zillion Zest/I miss you                              | AME-0004                            | 1. Zillion Zest （作詞：斎藤悠弥 / 作曲：斎藤悠弥 / 編曲：斎藤悠弥） 2. I miss you （作詞：斎藤悠弥 / 作曲：斎藤悠弥 / 編曲：斎藤悠弥） 3. コンプレックス・イマージュ （作詞：志倉千代丸 / 作曲：志倉千代丸 / 編曲：斎藤悠弥） 4. Zillion Zest (Instrumental) 5. I miss you (Instrumental) 6. コンプレックス・イマージュ (Instrumental)              |
| - | 2013年12月29日                 | 綺麗                                                 | AME-0005                            | 1. 綺麗 （作詞：斎藤悠弥 / 作曲：斎藤悠弥 / 編曲：斎藤悠弥） 2. 綺麗 (inst) |
| - | 2014年8月29日                  | ヤキモチ☆ストリーム                                  | AME-0008                            | 1. ヤキモチ☆ストリーム （作詞：大島はるな / 作曲：まつむー / 編曲：斎藤悠弥） 2. ア・イ・ツに Fall in love!! （作詞：大島はるな / 作曲：斎藤悠弥 / 編曲：斎藤悠弥） 3. ヤキモチ☆ストリーム (Instrumental) 4. ア・イ・ツに Fall in love!! (Instrumental) 5. ヤキモチ☆ストリーム -Remix-                                                               |
| - | 2016年12月29日 （C91先行発売） | アマカノ＋ アイカギ song collection feat. 大島はるな | YSAM-0001                           | 1. 幸福のドレス （作詞：大島はるな / 作曲：斎藤悠弥 / 編曲：斎藤悠弥） 2. 奏 -Sou- （作詞：hARu / 作曲：斎藤悠弥 / 編曲：斎藤悠弥） 3. 幸福のドレス (instrumental) 4. 奏 -Sou- (instrumental) |
| - | 2017年6月28日                  | ココロハナビラ                                       | YSAM-0002 (Type-A アニメジャケット) | 1. ココロハナビラ （作詞：大島はるな / 作曲：斎藤悠弥 / 編曲：斎藤悠弥） 2. Crescent Moon （作詞：SugarLover / 作曲：斎藤悠弥 / 編曲：斎藤悠弥） 3. ココロハナビラ (NASCA vs DJ SEIRA Crossover remix) 4. ココロハナビラ (instrumental) 5. Crescent Moon (instrumental)                                                                              |
| - | 2017年6月28日                  | ココロハナビラ                                       | YSAM-0003 (Type-B 写真ジャケット)   | 1. ココロハナビラ （作詞：大島はるな / 作曲：斎藤悠弥 / 編曲：斎藤悠弥） 2. Crescent Moon （作詞：SugarLover / 作曲：斎藤悠弥 / 編曲：斎藤悠弥） 3. ココロハナビラ (NASCA vs DJ SEIRA Crossover remix) 4. ココロハナビラ (instrumental) 5. Crescent Moon (instrumental)                                                                              |
| - | 2017年10月29日                 | 夏恋花火                                             | JKCD-0001                           | 1. 夏恋花火 （作詞：Jun Kuroda / 作曲：Jun Kuroda / 編曲：Jun Kuroda、斎藤悠弥） 2. truth of me （作詞：大島はるな / 作曲：Jun Kuroda / 編曲：Jun Kuroda） 3. マリーゴールドの夢 （作詞：大島はるな / 作曲：Jun Kuroda / 編曲：Jun Kuroda） |
| - | 2017年12月29日                 | Oh my! Dreamer!                                      | CFW-002                             | 1.Oh my! Dreamer! （作詞：キノシタ / 作曲：キノシタ / 編曲：キノシタ） 2. そんな君に出会えたから （作詞：キノシタ / 作曲：キノシタ / 編曲：キノシタ） 3. Oh my! Dreamer! (instrumental) 4. そんな君に出会えたから (instrumental) |
| - | 2017年12月29日                 | Blue Star                                            |                                     | 1. Blue Star （作詞：大島はるな / 作曲：Sound Drive / 編曲：Sound Drive） 2. ヒカリへ （作詞：大島はるな / 作曲：斎藤悠弥 / 編曲：綿貫佳明） |
| - | 2018年4月29日                  | 恋のバルーン                                         |                                     | 1. 恋のバルーン （作詞：大島はるな / 作曲：斎藤悠弥 / 編曲：斎藤悠弥） 2. 恋のcoffret (大島はるなver.) （作詞：大島はるな / 作曲：有木竜郎 / 編曲：有木竜郎） 3. サカサマ流れ星 （作詞：大島はるな / 作曲：オオハシダイスケ / 編曲：オオハシダイスケ） 4. 恋のバルーン (Instrumental) 5. 恋のcoffret (Instrumental) 6. サカサマ流れ星 (Instrumental) |
| - | 2018年8月10日                  | One                                                  |                                     | 1. One （作詞：大島はるな / 作曲：斎藤悠弥 / 編曲：斎藤悠弥） 2. TaiTai dance （作詞：大島はるな / 作曲：斎藤悠弥 / 編曲：斎藤悠弥） 3. One (Instrumental) 4. TaiTai dance (Instrumental) |
| - | 2018年10月9日                  | We☆Pace!!                                            |                                     | 1. We☆Pace!! （作詞：大島はるな / 作曲：斎藤悠弥 / 編曲：斎藤悠弥） 2. 大切なもの （作詞：大島はるな / 作曲：斎藤悠弥 / 編曲：斎藤悠弥） 3. We☆Pace!! (instrumental) 4. 大切なもの (instrumental) |
| - | 2021年1月17日                  | 月夜舞                                               | YMNB-0001                           | 1. 月夜舞 （作詞：大島はるな / 編曲：SHiN / 原曲：U.N.オーエンは彼女なのか？） 2. ララ・ララライ （作詞：大島はるな / 編曲：SHiN / 原曲：月まで届け不死の煙） 3. 月夜舞 (inst) 4. ララ・ララライ (inst) |
| - | 2021年1月17日                  | 恋恋幻想                                             | YMNB-0002                           | 1. 恋恋幻想 （作詞：大島はるな / 編曲：RAKiTiC / 原曲：神々が恋した幻想郷） 2. magus night! （作詞：大島はるな / 編曲：RAKiTiC / 原曲：メイガスナイト） 3. 恋恋幻想 (inst) 4. magus night! (inst) |
| - | 2023年4月2日                   | はピねス                                             |                                     | 1. はピねス （作詞：大島はるな / 作曲:斎藤悠弥 / 編曲：斎藤悠弥） 2. Kick it!! （作詞：大島はるな / 作曲：斎藤悠弥 / 編曲：斎藤悠弥） |

### アルバム
|   | 発売日         | タイトル                                              | 規格品番   | 収録曲 |
| - | -------------- | ----------------------------------------------------- | ---------- | --- |
| - | 2014年3月7日   | 自分革命                                              | AME-0007   | 1. 自分革命 （作曲：斎藤悠弥 / 編曲：斎藤悠弥） 2. Rising Soul （作詞：斎藤悠弥 / 作曲：斎藤悠弥 / 編曲：斎藤悠弥） 3. Growing up （作詞：斎藤悠弥 / 作曲：斎藤悠弥 / 編曲：斎藤悠弥・宝野聡史） 4. 私の放つ光 （作詞：大島はるな / 作曲：藤本貴則 / 編曲：白戸佑輔） 5. I miss you （作詞：斎藤悠弥 / 作曲：斎藤悠弥 / 編曲：斎藤悠弥） 6. 魔法のチカラ （作詞：斎藤悠弥 / 作曲：斎藤悠弥 / 編曲：宝野聡史) 7. Wanna be your girl （作詞：大島はるな / 作曲：藤本貴則 / 編曲：白戸佑輔) 8. 綺麗 （作詞：斎藤悠弥 / 作曲：斎藤悠弥 / 編曲：斎藤悠弥） 9. Heat Up! （作詞：斎藤悠弥 / 作曲：斎藤悠弥 / 編曲：斎藤悠弥） 10. 瞳の中の世界 （作詞：大島はるな / 作曲：藤本貴則 / 編曲：白戸佑輔） 11. Revolution （作詞：斎藤悠弥 / 作曲：斎藤悠弥 / 編曲：宝野聡史） 12. 運命の扉 （作詞：斎藤悠弥 / 作曲：斎藤悠弥 / 編曲：斎藤悠弥） 13. Zillion Zest （作詞：斎藤悠弥 / 作曲：斎藤悠弥 / 編曲：斎藤悠弥） 14. 追憶のTwilight Tomorrow （作詞：斎藤悠弥 / 作曲：斎藤悠弥 / 編曲：斎藤悠弥） 15. 届け...!! （作詞：大島はるな / 作曲：ari / 編曲：斎藤悠弥）                                                              |
| - | 2015年3月27日  | ゲーソンパラダイス                                    | AME-0011   | 1. パラドックス （作詞：Sugar Lover / 作曲：斎藤悠弥 / 編曲：斎藤悠弥・宝野聡史） 2. ア・イ・ツにFall in love （作詞：大島はるな / 作曲：斎藤悠弥 / 編曲：斎藤悠弥） 3. 天使の理想郷 （作詞：大島はるな / 作曲：斎藤悠弥 / 編曲：斎藤悠弥） 4. Restoration〜沈黙の空〜 （作詞：KOTOKO / 作曲：C.G mix / 編曲：菊池亮太） 5. I miss you （作詞：斎藤悠弥 / 作曲：斎藤悠弥 / 編曲：斎藤悠弥） 6. キミとなら〜輝きだすプリズム〜 （作詞：大島はるな / 作曲：斎藤悠弥 / 編曲：斎藤悠弥） 7. ヤキモチ★ストリーム Rock ver. （作詞：大島はるな / 作曲：まつむー / 編曲：斎藤悠弥） 8. 運命の扉 （作詞：斎藤悠弥 / 作曲：斎藤悠弥 / 編曲：斎藤悠弥） 9. DESIRE （作詞：西又葵 / 作曲：アッチョリケ / 編曲：宝野聡史） 10. Zillion Zest （作詞：斎藤悠弥 / 作曲：斎藤悠弥 / 編曲：斎藤悠弥） 11. 星空のいま （作詞：塚本けむ / 作曲：塚本けむ / 編曲：emon） 12. Only my love （作詞：大島はるな / 作曲：斎藤悠弥 / 編曲：斎藤悠弥） 13. Zillion Zest "SHOT MUSIC" IOSYS uno Drum'n Bass Remix （Remixed by Sound Production SHOT MUSIC） 14. あの日見た夢 変わらないまま （作詞：大島はるな / 作曲：斎藤悠弥 / 編曲：宝野聡史） |
| - | 2016年1月29日  | ゲーソンパラダイスVOL.02                              | AME-0014   | 1. Welcome☆Garden （作詞：Sugar Lover / 作曲：7GEAR Sound Team / 編曲：7GEAR Sound Team） 2. ZUTTO!MOTTO!LOVE? （作詞：西又葵 / 作曲：アッチョリケ / 編曲：宝野聡史) 3.「pictorial」 （作詞：琉姫アルナ・仲村芽衣子 / 作曲：琉姫アルナ / 編曲：琉姫アルナ） 4. ツクモノツキ （作詞：山下慎一狼 / 作曲：新井健史 / 編曲：伊藤直樹） 5. Love green （作詞：大島はるな / 作曲：EternallyS / 編曲：EternallyS） 6. MY STORY （作詞：斎藤悠弥 / 作曲：斎藤悠弥 / 編曲：斎藤悠弥） 7. 奇跡の絆 （作詞：下田芳裕 / 作曲：山本秀樹 / 編曲：白戸佑輔） 8. Starry Night （作詞：Woozie McMahon / 作曲：Woozie McMahon / 編曲：QUERUX） 9. falling star （作詞：西又葵 / 作曲：アッチョリケ / 編曲：宝野聡史） 10. 2人のシンフォニー （作詞：大島はるな / 作曲：斎藤悠弥 / 編曲：斎藤悠弥・津田直士） 11. 夢の無限回廊 （作詞：石川泰 / 作曲：斎藤悠弥 / 編曲：伊藤ミツヤ） 12. アヤカシ （作詞：大島はるな / 作曲：斎藤悠弥 / 編曲：斎藤悠弥） |
| - | 2020年12月25日 | AZARASHISOFT 7th Anniversary Album With Haruna Oshima | AZAREC-018 | 1. Only my love （作詞：大島はるな / 作曲：斎藤悠弥 / 編曲：斎藤悠弥） 2. 2人のシンフォニー （作詞：大島はるな / 作曲：斎藤悠弥 / 編曲：津田直士・斎藤悠弥） 3. 幸福のドレス （作詞：大島はるな / 作曲：斎藤悠弥 / 編曲：斎藤悠弥） 4.ふたり色 （作詞：大島はるな / 作曲：斎藤悠弥 / 編曲：斎藤悠弥） 5. 宝物 （作詞：大島はるな / 作曲：斎藤悠弥 / 編曲：斎藤悠弥） 6. Welcome☆Garden （作詞：Sugar Lover / 作曲：7GEAR Sound Team / 編曲：7GEAR Sound Team） 7. 奏-Sou- （作詞：hARu / 作曲：斎藤悠弥 / 編曲：斎藤悠弥） 8. 君と一緒に、いつまでも （作詞：hARu / 作曲：斎藤悠弥 / 編曲：斎藤悠弥） 9. きっと友情 （作詞：大島はるな / 作曲：斎藤悠弥 / 編曲：斎藤悠弥・#エロティック大島） 10. True color （作詞：Duca / 作曲：chokix / 編曲：chokix） |

### 物販限定CD
| 発売日         | タイトル                                                                               | 収録曲 |
| -------------- | -------------------------------------------------------------------------------------- | --- |
| 2012年4月7日   | 届け...!!                                                                              | 1. 届け...!! （作詞：大島はるな / 作曲：ari / 編曲：ari） 2. 夜明け （作詞：大島はるな / 作曲：ari / 編曲：ari） |
| 2012年5月31日  | やさしさの虹                                                                           | 1. やさしさの虹 （作詞：大島はるな / 作曲：KOUGA / 編曲：KOUGA） 2. Oh!福きたるビンタ （作詞：大島はるな / 作曲：KOUGA / 編曲：KOUGA） 3. やさしさの虹 -inst- 4. Oh!福きたるビンタ -inst- 5. Special track                |
| 2013年12月29日 | マジでオタクなイングリッシュ！りぼんちゃん 英語で戦う魔法少女 -大島はるな Cover Music- | 1. EXAMINATION （作詞：津上潤也 (i.o) / 作曲：津上潤也 (i.o) / 編曲：レインメーカー (i.o)） 2. 魔法のチカラ （作詞：斎藤悠弥 / 作曲：斎藤悠弥 / 編曲：宝野聡史） 3. EXAMINATION (instrument) 4. 魔法のチカラ (instrument) |
| 2014年4月26日  | 歌ってみたんだCD                                                                       | 1. ラズベリー＊モンスター 2. 突然ですが、アイドル始めました 3. 東京レトロ 4. 雨とアスファルト 5. 独りんぼエンヴィー 6. 千本桜 7. オサナナブルー 8. 夕景イエスタデイ 9. リンカーネイション                                 |
| 2019年5月4日   | Don't worry be happy                                                                   | 1. Don't worry be happy （作詞：Sai / 作曲：斎藤悠弥 / 編曲：斎藤悠弥） 2. アイワナビー （作詞：Sai / 作曲：斎藤悠弥 / 編曲：斎藤悠弥）                                                                                   |

### ユニット参加CD
- I★scream
  - I★scream

2012年12月1日 / / I★scream (sola★、栗宮まろん、結月えり、大島はるな) 名義
- フルスロットル/Lifeline
  - フルスロットル
  - Lifeline

2013年4月28日 / ANDY-1001 / &CRAZY (葉月、Ritsuka★、大島はるな、逢沢ありあ、白石萌) 名義
- Departure to the future
  - フルスロットル
  - Lifeline
  - 左手かざして
  - 過去未来DAYS
  - キズナの空

2014年1月25日 / GTIR-0005 / &CRAZY (葉月、Ritsuka★、大島はるな、逢沢ありあ、白石萌) 名義
- 風水巫女ビギニング 戦国時代篇 逝きし未来の幻影 ～Out of Reincarnation～
  - 逝きし未来の幻影 ～Out of Reincarnation～
  - それでも世界はつづいていく

2016年4月24日 / / 清水愛、大島はるな、八城まゆ、赤須涼子 名義
- Jewelry Box
  - Jewelry Box
  - We're Perfect
  - Spring Sprite

2019年5月19日 / / ショートカット部 (立夏、星乃ちろる、大島はるな、コウトウマリア) 名義
- ANCHOR
  - ANCHOR
  - No Reason No Brake

2019年10月19日 / / ショートカット部 (立夏、星乃ちろる、大島はるな、コウトウマリア) 名義
- アドレセンス
  - ANCHOR
  - サイレン
  - Fantastic Wonderland
  - Get Up
  - No Reason No Brake
  - Spring Sprite
  - Summer Sky
  - シーソーゲーム
  - We're Perfect
  - アドレセンス

2020年8月23日 / / ショートカット部 (立夏、星乃ちろる、大島はるな、コウトウマリア) 名義
- 誓いのショートカット
  - 誓いのショートカット(デモバージョン)

2021年1月31日 / / ショートカット部 (立夏、大島はるな、コウトウマリア) 名義
- 解放の日
  - 解放の日
  - 夢色shiny star

2021年2月26日 / / りつはる (立夏、大島はるな) 名義
- コレカラ
  - コレカラ
  - 風と君と

2022年8月10日 / POcS-9217 (初回限定盤) POCS-1887 (通常版) / Coeur à Coeur (大島はるな、愛未莉叶) 名義
- 繋ぐ世界
  - 繋ぐ世界

2022年8月14日 / / りつはる (立夏、大島はるな) 名義

### コンピレーションCD
- rest or stay?
  - おわり Vocalist by 大島はるな

2012年7月18日 / HNDC-00001
- Girls Next Generation Vol.2
  - 届け...!!

2012年8月15日 / KDGN-1002
- 運命が君の親を選ぶ 君の友人は君が選ぶ サウンドトラック
  - 運命の扉

2013年4月26日 / WHI-0011 / WHITESOFT
- ギャングスタ・リパブリカ オリジナルサウンドトラック
  - Zillion Zest
  - I miss you

2013年8月9日 / WHI-0013 / WHITESOFT
- Vocal for Starlight
  - Starry Night (歌：大島はるな/Sana)

2014年10月24日 (PCゲーム『すたーらいと★アイドル』予約特典)
- プリズムプリンセス OPENING & ENDING THEME SONGS
  - キミとなら〜輝きだすプリズム〜

2014年12月26日 / PAM-0235 / PRODUCTION PENCIL
- Real Akiba Boyz RABのアニソンっぽい曲作っちゃいました VOL.01
  - 平和の鐘
  - 平和の鐘 -TV size ver-

2015年1月17日 / / abstreem creation inc.
- アマカノ オリジナルサウンドトラック
  - Only my love -full chorus-

2015年4月24日[注 14] / AZAREC-001 / あざらしそふと
- emon LOiD beSt
  - too cute sing by Haruna Oshima

2015年4月25日 / / emonLOiD
- ヤキモチストリームOST
  - ヤキモチ☆ストリーム Short Ver.
  - ア・イ・ツにfall in love Short Ver.

2015年5月2日 / MDCD-0001 / まどそふと
- Real Akiba Boyz RABのアニソンっぽい曲作っちゃいました VOL.02
  - アルマギア -diva.Affinis- TV size ver
  - アルマギア -diva.Affinis-

2015年4月25日 / / abstreem creation inc.
- GWAVE 2014 2nd Favorite
  - ヤキモチ☆ストリーム

2015年6月26日 / IMAE-00071 / GWAVE
- アルマギア -First diva.-
  - アルマギア -diva. Affinis-

2015年8月16日 / / AQUA ARIS
- アヤカシ散華 サウンドトラック
  - アヤカシ(full ver.)

2015年8月28日 / DWE-016 / でぼの巣製作所
- EGG -Extra Games Garden- anthology 2015
  - ヤキモチ☆ストリーム

2015年10月30日 / SPCA-0012 / PB2 Records/株式会社エスプリズム
- アマカノ Second Season オリジナルサウンドトラック
  - 「２人のシンフォニー」～full chorus～

2015年12月25日 / AZAREC-002 / 株式会社ネクストン
- ロイヤルガーデン オリジナルサウンドトラック
  - Welcome☆Garden ～full chorus～

2015年12月27日 / AZAREC-003 / 株式会社ネクストン
- 6 or 7
  - Temptation

2015年12月31日 / KND-0002 / MARINAIR
- DIRTY DAHLIA/RASEN KAIDAN
  - DIRTY DAHLIA

2016年4月24日 / MDPR-0010 / Mad Pierrot
- ワガママハイスペック オリジナルサウンドトラック＆ボーカルアルバム
  - Miracle Heart!!(short ver.)
  - Miracle Heart!!

2017年2月24日[注 15] / MDCD-0003 / まどそふと
- Tragical garnet
  - 崩壊の日

2016年8月13日 / ENS-0044 / EastNewSound
- GWAVE 2016 1st advance
  - Miracle Heart!!

2016年12月29日 / IMAE-00074 / GWAVE
- On Your mark!
  - WorkaHolic!!

2017年4月30日 / KND-0006 / MARINAIR
- Divine Lotus (ディヴァイン・ロータス)
  - geometry

2017年5月7日 / ENS-0049 / EastNewSound
- アマカノ+ オリジナルサウンドトラック
  - 幸福のドレス -full chorus-
  - 幸福のドレス -instrumental-

2017年6月30日 / AZAREC-004 / 株式会社ネクストン
- アマカノ+ -Second Season- オリジナルサウンドトラック
  - ふたり色 full chorus ver.
  - ふたり色 instrumental ver.

2017年12月22日 / AZAREC-005 / 株式会社ネクストン
- EGG -Extra Games Garden- integral 2018
  - JOYFUL

2018年1月6日 / SHOT-016 / Side
- solfa works best album chronicle ～ marine stage ～
  - magic drive!

2018年8月31日[注 16] / MSRC-090 / solfa/marble sky records
- solfa live 2018 『sol-fes' パンダ祭り 2018 ～ solfa is you!! ～』テーマソング solfa is you!!
  - solfa is you!! (青葉りんご、大島はるな、小春めう、Ceui、茶太、nao、Rin)
  - solfa is you!!

2018年12月1日 / MSRC-096 / solfa/marble sky records
- solfa クラウドファンディング限定 solfa スペシャルベストアルバム 2018 ライブ ver.
  - magic drive!
  - 大好きを届けよう (大島はるな、Rin)

2018年12月1日 / MSRC-097 / solfa/marble sky records
- あざらしそふとコンプリートアルバム
  - Only my love
  - Welcome☆Garden
  - 2人のシンフォニー
  - 幸福のドレス
  - 奏 -Sou-
  - ふたり色
  - 君と一緒に、いつまでも
  - きっと友情 (#エロティック大島)

2019年4月26日 / AZAREC-007 / 株式会社ネクストン
- Deep One official sound track
  - Petal wish

2019年4月29日 / DOCD-0001 / 株式会社ネクストン
- Symphony Sound Records 2019
  - JOYFUL

2019年8月30日 / SSCD-0003
- まいてつ Last Run!! Vocal Complete Album
  - pictorial

2020年10月30日[注 17] / / Lose
- アマカノ2 オリジナルサウンドトラック
  - 宝物 full chorus ver.

2020年4月24日 / AZAREC-012 / 株式会社ネクストン
- Whirlpoolボーカルソング集Vol.5『Sunny』
  - magic drive!

2020年9月25日[注 18] / / Whirlpool
- バイバイ
  - バイバイ (作詞:大島はるな/編曲:神奈森ユウ/原曲:あの賑やかな市場は今どこに～Immemorial Marketeers/ルナレインボー) (大島はるな、神月紅璃夢、二羽凛奈)
  - バイバイ (大島はるな Solo Version)

2021年10月24日 / / 闇鍋創作愛好会 ・ 少女フラクタル
- 太陽の呪縛
  - 太陽の呪縛 (作詞:大島はるな/編曲:RAKiTiĆ/原曲:亡き王女の為のセプテット) (大島はるな、葉山あゆり)
  - 太陽の呪縛 (大島はるな Solo Version)

2021年12月31日 / / 闇鍋創作愛好会 ・ shady doll
- アイカギ オリジナルサウンドトラック コレクション
  - 奏 -SOU-
  - 君と一緒に、いつまでも
  - きっと友情 (#エロティック大島)

2023年2月24日 / AZAREC-026 / 株式会社ネクストン
- アマカノ2+ オリジナルサウンドトラック
  - 夏の日の告白 full chorus ver.

2023年4月28日 / AZAREC-027 / 株式会社ネクストン
- あざらしそふとコンプリートアルバム2
  - 宝物
  - 夏の日の告白
  - True Color

2023年4月28日 / AZAREC-028 / 株式会社ネクストン
- 妖楼ミラージュパレス
  - 王立劇場は雨 (月乃、大島はるな、千草はな)

2023年10月29日 / / アルマが遺した金枝篇

### ラジオCD
- ラジオCD 「ワガママハイスペックRADIO」
  - アーカイブ 第4回

2016年9月28日[注 19] / TBZR-0713/0714 / タブリエ・コミュニケーションズ株式会社

### タイアップ
| 楽曲                                     | タイアップ |
| ---------------------------------------- | --- |
| おわり                                   | クリムゾン、OVA『クリムゾンガールズ 〜痴漢支配〜』OP                                                                                         |
| Rising Soul                              | フジテレビ『SHELiCoの夜活〜こんがりネェさんの大人買い〜』ED                                                                                  |
| 運命の扉                                 | WHITESOFT、PCゲーム『運命が君の親を選ぶ 君の友人は君が選ぶ』ED                                                                               |
| フルスロットル                           | テレビ愛知『アイドル界隈』OP |
| Lifeline                                 | テレビ愛知『アイドル界隈』ED |
| Zillion Zest                             | WHITESOFT、PCゲーム『ギャングスタ・リパブリカ』2nd OP                                                                                        |
| I miss you                               | WHITESOFT、PCゲーム『ギャングスタ・リパブリカ』ED                                                                                            |
| 魔法のチカラ                             | TVアニメ『マジでオタクなイングリッシュ!りぼんちゃん 〜英語で戦う魔法少女〜』公式仮想ED                                                       |
| 綺麗                                     | ドンキホーテ 店内商品紹介ムービー タイアップ楽曲                                                                                             |
| 覚醒オーバードライブ                     | ボイスドラマ『アキハバラ伝奇GUY EXCEED』挿入歌                                                                                               |
| Heat Up!                                 | テレビドラマ『12星座とラブる!』 OP |
| 追憶のTwilight Tomorrow                  | とちぎテレビ『ロッケンロール』ED 、ドンキホーテ店内商品紹介ムービータイアップ楽曲                                                            |
| 天使の理想郷                             | WHITESOFT、PCゲーム『ギャングスタ・アルカディア 〜ヒッパルコスの天使〜』OP                                                                   |
| ヤキモチ☆ストリーム                      | まどそふと、PCゲーム『ヤキモチストリーム』OP                                                                                                 |
| ア・イ・ツに Fall in love!!              | まどそふと、PCゲーム『ヤキモチストリーム』挿入歌                                                                                             |
| Starry Night                             | FOUNDATION、PCゲーム『すたーらいと★アイドル』挿入歌。ゲーム内登場ユニットTristarとして 大島はるな/Sanaが歌唱を担当                           |
| Only my love                             | あざらしそふと、PCゲーム『アマカノ』ED |
| キミとなら〜輝きだすプリズム〜           | ぱじゃまソフト、PCゲーム『プリズム・プリンセス〜ふたりの姫騎士と股間の紋章〜』ED                                                             |
| 平和の鐘 feat. 大島はるな                | ニコニコ生放送『アニメぴあ』OP。R.A.B(Real Akiba Boys)の楽曲の歌唱を担当                                                                     |
| アルマギア -diva. Affinis-               | 『アルマギア -Project-』テーマソング。Diva アフィニス役として歌唱を担当                                                                      |
| MY STORY                                 | WHITESOFT、PCゲーム『さくらシンクロニシティ』ED                                                                                              |
| 虹色チャイム                             | GaLboa、スマホゲーム『プリズミック』テーマソング                                                                                             |
| アヤカシ                                 | でぼの巣製作所、PCゲーム『アヤカシ散華』OP                                                                                                   |
| Welcome☆Garden                           | あざらしそふと、PCゲーム『ロイヤルガーデン』OP                                                                                               |
| ZUTTO!MOTTO!LOVE?                        | Navel、PCゲーム『マジカル☆ディアーズ』OP |
| falling star                             | Navel、PCゲーム『マジカル☆ディアーズ』ED |
| 2人のシンフォニー                        | あざらしそふと、PCゲーム『アマカノ 〜Second Season〜』ED                                                                                     |
| Call Your Soul                           | Web番組『爽快!! 柴田屋です!』ED。サマドル2期生・サマドル候補生の歌唱。大島はるなはサマドル候補生として参加。                                 |
| DIRTY DAHLIA                             | BISHOP、PCゲーム『放課後3〜狙われた純潔〜』OP                                                                                                |
| pictorial                                | Lose、PCゲーム『まいてつ』日々姫OP |
| Miracle heart!                           | まどそふと、PCゲーム『ワガママハイスペック』OP                                                                                               |
| ハイスペックDays                         | TVアニメ『ワガママハイスペック』主題歌 |
| 逝きし未来の幻影～Out of Reincarnation～ | ボイスドラマCD『風水巫女ビギニング 戦国時代篇』主題歌。清水愛、大島はるな、八城まゆ、赤須涼子のユニットで歌唱（作曲：斎藤悠弥 作詞：國岡徹） |
| LOVE CHASE                               | バンダイナムコアミューズメント アーケードゲームcrossbeats REV. SUNRISE オリジナル曲                                                          |
| 幸福のドレス                             | あざらしそふと、PCゲーム『アマカノ＋』ED |
| 奏 -Sou-                                 | あざらしそふと、PCゲーム『アイカギ』OP |
| 君のせいだ！！                           | Galette、PCゲーム『ちっちゃな花嫁～まだまだつぼみだもんっ～』OP                                                                              |
| ココロハナビラ                           | OVA『天地無用!』第4期 第3巻 OP |
| magic drive!                             | Whirlpool、PCゲーム『初情スプリンクル』OP |
| JOYFUL                                   | まどそふと、PCゲーム『ワガママハイスペックOC』 2nd OP                                                                                        |
| ふたり色                                 | あざらしそふと、PCゲーム『アマカノ～Second Season～＋』ED                                                                                    |
| 君と一緒に、いつまでも                   | あざらしそふと、PCゲーム『アイカギ ～アフターデイズ～』 OP                                                                                   |
| 恋のバルーン                             | TVアニメ『あっくんとカノジョ』第１クール OP                                                                                                  |
| We☆Pace!!                                | TVアニメ『あっくんとカノジョ』第２クール OP。大島はるな feat. 恵比寿coffret                                                                  |
| Petal wish                               | Nameless、PCゲーム『Deep One』ED |
| 大好きを届けよう                         | カクテル・ソフト、PCゲーム『きゃんきゃんバニープルミエール3』OP。solfa feat. 大島はるな+Rin                                                  |
| shouting night                           | スタジオシャーク、スマホゲーム『LOST TRIGGER』主題歌                                                                                         |
| きっと友情                               | あざらしそふと、PCゲーム『アイカギ2』 テーマソング。#エロティック大島                                                                        |
| Best Place!!                             | DESSERT Soft、PCゲーム『彼女は友達ですか？恋人ですか？それともトメフレですか？』OP。#エロティック大島                                        |
| 僕たちの場所                             | DESSERT Soft、PCゲーム『彼女は友達ですか？恋人ですか？それともトメフレですか？』ED。#エロティック大島                                        |
| 愛のジオラマ                             | エンターグラム、PCゲーム『アイキス』桜田杏ED。#エロティック大島                                                                              |
| SugarKiss!                               | はちみつそふと、PCゲーム『SugarKiss!』OP。#エロティック大島                                                                                  |
| 花ハ折リタシ梢ハ高シ                     | INTERHEARTglossy、PCゲーム『なごりさんは六堂和里(たかねのはな)になりきれない』 OP。青葉りんご・大島はるな・SION                              |
| アイノウタ                               | INTERHEARTglossy、PCゲーム『なごりさんは六堂和里(たかねのはな)になりきれない』 ED。青葉りんご・大島はるな・SION                              |
| 未来への賛歌                             | はちみつそふと、PCゲーム『アイシング -love coating-』 OP。#エロティック大島 (コーラス 立夏)                                                  |
| Sun Sun Sky                              | はちみつそふと、PCゲーム『アイシング -love coating-』 ED。#エロティック大島                                                                  |
| 宝物                                     | あざらしそふと、PCゲーム『アマカノ2』 ED |
| 還りたい想い                             | TVアニメ『For painful magic』主題歌。大島はるな feat. 恵比寿coffret                                                                          |
| 解放の日                                 | TVアニメ『For painful magic』挿入歌。りつはる                                                                                                |
| True color                               | あざらしそふと、PCゲーム『年下彼女』主題歌                                                                                                   |
| 無敵世界                                 | DESSERT Soft、PCゲーム『彼女は友達ですか？恋人ですか？それともトメフレですか？Second』 OP。#エロティック大島                                 |
| 夢色shiny star                           | DESSERT Soft、PCゲーム『彼女は友達ですか？恋人ですか？それともトメフレですか？Second』 ED。りつはる                                          |
| コレカラ                                 | TVアニメ『デュエル・マスターズキングMAX』ED。 Coeur à Coeur                                                                                  |
| 『hurry up』                             | DESSERT Soft、PCゲーム『ナマイキＪＫライブラリー』OP。#エロティック大島                                                                      |
| 行こうfuture!                            | DESSERT Soft、PCゲーム『ナマイキＪＫライブラリー』ED。りつはる                                                                               |
| 繋ぐ世界                                 | J9歌劇団。、ASMR CD『転生したらエロ漫画ヒロインだった件。』OP。りつはる                                                                      |
| 夏の日の告白                             | あざらしそふと、PCゲーム『アマカノ2+』ED |
| 放課後キミに                             | DESSERT Soft、PCゲーム『WANNABE→CREATORS』OP。#エロティック大島                                                                              |
| 女の子のSOL                              | DESSERT Soft、PCゲーム『WANNABE→CREATORS』ED。大島はるな・あかね・ミツキルリ                                                                 |
| 愛のカタチ                               | DESSERT Soft、PCゲーム『二股野郎とパパ活姉妹』OP。#エロティック大島                                                                          |
| 夢じゃない正解                           | DESSERT Soft、PCゲーム『二股野郎とパパ活姉妹』ED。#エロティック大島                                                                          |
| double!!                                 | DESSERT Soft、PCゲーム『彼女は友達ですか?恋人ですか?それともトメフレですか? W』OP。#エロティック大島                                         |
| Lovely☆party                             | DESSERT Soft、PCゲーム『彼女は友達ですか?恋人ですか?それともトメフレですか? W』ED。大島はるな・あかね・ミツキルリ                            |

### CD未収録曲
- 白い月まで
- Choice

### その他
- ドラマCD アキハバラ伝奇GUY EXCEED
  - 挿入歌「覚醒オーバードライブ」

2013年12月31日（C85）
- アニソンオーディオ vol.2 付録DVD-ROM
  - アルマギア -diva. Affinis- (ハイレゾ音源(96kHz/24bit WAV)収録)

2014年12月24日

### 作詞提供
- TVアニメ『魔法戦争』キャラクターソング
  - 「恋のSandstorm」
    - 歌：相羽六（東山奈央）、五十島くるみ（瀬戸麻沙美）
- PCゲーム 『プリズム・プリンセス〜ふたりの姫騎士と股間の紋章〜』キャラクターイメージソング
  - 「本当の私」
    - 歌：福永幸海
- TVアニメ 『蒼き鋼のアルペジオ -アルス・ノヴァ-』キャラクターソング
  - 「蒼きココロで」
    - 歌：イオナ (渕上舞)
- PCゲーム『さくらシンクロニシティ』イメージソング
  - 「君を忘れない」
    - 歌：瀬乃朋美

  - 「Love green」
    - 歌：相川なつ
- TVアニメ 『かくりよの宿飯』第8話ED
  - 「My sweet sweet love」
    - 歌：白夜 (田丸篤志)
- アニソンバー綾波 アイドルユニット「Peaceful Mother bell」
  - 「いっせーのーせで☆」
    - 歌：Peaceful Mother bell
- 緋弾のアリアAA オリジナルキャラクターソング集
  - 「Prism heart」
    - 歌: 火野ライカ(M・A・O) & 島麒麟(悠木碧)
- ショートカット部『誓いのショートカット』
  - 「Ray」
    - 　歌：ショートカット部
- まいてつ Last Run!! ニイロクED
  - 「繋いでいく未来」
    - 歌：櫻川めぐ
- キラナ 1st ミニアルバム 『HOP STEP JUMP!!!』
  - 「歌い鳥」
    - 歌：キラナ
- 愛未莉叶「absolute love」
  - 歌：愛未莉叶 (ANDCRAZY BREAK)
- 愛未莉叶「Together fight!」
  - 歌：愛未莉叶
- 『転生したらエロ漫画ヒロインだった件。」ED
  - アンファサーナ『KIRA KIRA STAR!』
    - 歌：アンファサーナ

### 映像作品
| 発売日         | タイトル                                                     | 規格品番 | 備考                 |
| -------------- | ------------------------------------------------------------ | -------- | -------------------- |
| 2014年2月7日   | HARUNA OSHIMA ONE-MAN LIVE 〜I can fly a little〜            | AME-0006 | ライブDVD            |
| 2014年4月20日  | 12星座とラブる!                                              | APS-0235 | ショートドラマDVD    |
| 2014年5月27日  | &CRAZY 2014.1.25ワンマンLIVE -キズナの空-                    |          | ライブDVD &CRAZY名義 |
| 2014年10月26日 | HARUNA OSHIMA BIRTHDAY ONE-MAN LIVE I Can Fly to a New World | AME-0009 | ライブDVD            |

## 出演

### テレビアニメ
- あっくんとカノジョ（2018年 第十四話　はるちゃん〈ゲームのメイド〉）
- 新 ニッポンヒストリー (2020年 第十一話「もしも、平安時代にSNSがあったら」 紫式部(仮説)/JK2/侍女B(史実))
- For painful magic (2021年 ルピア・リドット・コルネリア)

### ゲーム
- デモンズ☆キッチン（2016年、ケイナ・パシェット）
- しぐなリスト スタ～ズ!!（2016年、灰被雛子）
- ちっちゃな花嫁 ～まだまだつぼみだもんっ～（2017年、香ノ木ミリア）
- LOST TRIGGER（2018年、リッジ・ザ・フィフティーファイブ）[18]

### ボイスドラマ
- 風水巫女ビギニング 戦国時代篇（2016年、響子）
- シーズンシスター探偵団 (2024年、折節 秋代)

### テレビ番組
- さしこのくせに〜この番組はAKBとは全く関係ありません〜（TBS、2011年8月3日）
- 真実解明バラエティー！トリックハンター（日本テレビ、2016年8月17日)
- 日曜はカラフル!! （東京MX、2021年3月28日）
- おはスタ <テレビ東京、2022年8月11日)

### TVCF
- COMIC ポラリス  ウェブコミック『箱庭テレパシー』ナレーション (2013年）[19]
- PlayStation 4用ソフト 『まいてつ -pure station-』 TVCF（2018年）

### 舞台
- 『Anemone』(2018年）[20]

### 雑誌
- 月刊コロコロコミック（2022年4月号、小学館）ジョーのデュエマ劇ジョー!!!  アニメ「MAX」主題歌決定!!!!!!!、Coeur à Coeur